# Saillant
Saillant település Franciaországban, Puy-de-Dôme megyében. Lakosainak száma 306 fő (2022. január 1.). Saillant La Chapelle-en-Lafaye, Estivareilles, Usson-en-Forez, La Chaulme, Églisolles, Saint-Romain és Viverols községekkel határos.

## Népesség
A település népessége az elmúlt években az alábbi módon változott:
| Lakosok száma | 278  | 278  | 279  | 288  | 298  | 308  | 306  | 305  | 306  |
|               | 2013 | 2015 | 2016 | 2017 | 2018 | 2019 | 2020 | 2021 | 2022 |